# Бистра Цветкова
Бистра Андреева Цветкова е видна българска историчка и османистка, професор в Историческия факултет на Софийския университет.

## Биография
Бистра Цветкова е внучка на революционера Георги Чуранов, ръководител на ВМОРО в Смилево, Битолско (майка ѝ Елена е негова най-голяма дъщеря). Родена е в семейството на историка Андрей Цветков.
През 1947 г. завършва история в Софийския държавен университет. Защитава кандидатска дисертация на тема „Принос към изучаването на турския феодализъм в българските земи през XV–XVI в.“ (1952).
Бистра Цветкова е научен сътрудник и старши научен сътрудник в Института за история при БАН (1952 – 1969), ръководител на Комисията за турски извори през XV–XVIII в. Специализира ислямска цивилизация и османистика в Кайро (1958) и Париж (1961 – 1962). От 1969 г. е доцент в Софийския държавен университет, първоначално в катедрата по нова и най-нова история. През 1972 г. става доктор на историческите науки със защита в Ленинград на докторат на тема „Европейският югоизток и османското проникване (края на XIV – първата половина на XV в.)“. Професор е в катедрата по история на Византия и балканските народи от 1974 г. до смъртта си. Секретар е на Съюза на научните работници (1976 – 1982), ръководител на научната секция на Ръкописно-документалния сектор на Народната библиотека „Кирил и Методий“ (1977 – 1980). Извънреден професор по история на Европейския югоизток и османска палеография в университета „Екс ан Прованс“, Марсилия (1974 – 1976). Доктор хонорис кауза на Страсбургския университет (1981).

## Основни публикации
Бистра Цветкова е автор на над 400 публикации на български и редица чужди езици, измежду които биха могли да се откроят книгите:
- Принос към изучаването на турския феодализъм в българските земи през ХV–ХVІ в. (2 т., 1954 – 1956).
- Паметна битка на народите (Европейският югоизток и османското завоевание - края на ХІV и първата половина на ХV век), Изд. „Георги Бакалов“, Варна 1979 г. (1969, второ преработено издание – 1979, на френски език – 1971 г.)
- Хайдутството в българските земи през ХV–ХVІІІ век (1971)
- Проучвания на градското стопанство през ХV–ХVІ век (1972)
- Френски пътеписи за Балканите: XV-XVIII в. (2 т., съставителство, 1975)
- Френски пътеписи за Балканите: XIX в.(2 т., съставителство, 1975)
- Les Institutions ottomanes en Europe (1978)
- Село Смилево, Битолско, в националнореволюционното движение (1979, 2 доп. изд. – 2015)